# Pueblonuevo del Guadiana
Pueblonuevo del Guadiana – gmina w Hiszpanii, w prowincji Badajoz, w Estramadurze, o powierzchni 28,55 km². W 2011 roku gmina liczyła 2056 mieszkańców.